# Relations entre l'Algérie et l'Ouganda
Les relations entre l'Algérie et l'Ouganda correspondent aux interactions diplomatiques, culturelles et économiques entre la République algérienne démocratique et populaire et la république d'Ouganda.
Les deux Etats sont membres de l'Union africaine et partagent des positions communes, en particulier en ce qui concerne le Sahara occidental.
Les relations bilatérales connaissent un regain avec une importante visite d'Etat du président Yoweri Museveni en Algérie au mois de mars 2023 qui donne lieu à de nouveaux partenariats. 

## Relations diplomatiques

### Ambassades
Depuis le mardi 30 novembre 2021, l'ambassadeur algérien en Ouganda est Chérif Oualid.
En 2005, les relations diplomatiques s'accélèrent avec l'ouverture de l'ambassade d'Ouganda en Algérie, qui couvre aussi le Maroc, la Mauritanie, la Libye et la Tunisie. L'actuel ambassadeur ougandais est Alintuma Nsambu.

### Visites officielles
En mars 2023, une importante délégation ougandaise chapeautée par le président Yoweri Museveni se rend en visite à Alger, sur l'invitation de son homologue Abdelmadjid Tebboune. Cette visite aboutit sur la conclusion de sept accords de partenariats bilatéraux en particulier dans les domaines de l'énergie, du tourisme, du commerce, de l'agriculture, de la santé animale ou encore de l'enseignement supérieur et de la recherche scientifique,.

## Relations économiques
L'Ouganda est admiratif de l'industrie algérienne, notamment de ses partenariats avec des géants automobiles comme Mercedes-Benz.

### Échanges commerciaux
L'Algérie a annoncé son accord pour l'importation de lait en poudre d'une valeur totale de 500 millions de dollars américains.
L'Ouganda souhaite exporter du café vers l'Algérie.